# Coen Airport
Coen Airport är en flygplats i Australien. Den ligger i kommunen Cook och delstaten Queensland, omkring 1 800 kilometer nordväst om delstatshuvudstaden Brisbane.
Trakten runt Coen Airport är nära nog obefolkad, med mindre än två invånare per kvadratkilometer.. Det finns inga samhällen i närheten.
I omgivningarna runt Coen Airport växer huvudsakligen savannskog. Genomsnittlig årsnederbörd är 1 281 millimeter. Den regnigaste månaden är mars, med i genomsnitt 384 mm nederbörd, och den torraste är augusti, med 1 mm nederbörd.